# Anaplectoides medionigra
Anaplectoides medionigra là một loài bướm đêm trong họ Noctuidae.